# Ithycythara
Ithycythara is een geslacht van weekdieren uit de klasse van de Gastropoda (slakken).

## Soorten
- Ithycythara acutangulus (E. A. Smith, 1882)
- Ithycythara apicodenticulata Robba, Di Geronimo, Chaimanee, Negri & Sanfilippo, 2007
- Ithycythara auberiana (d'Orbigny, 1847)
- Ithycythara chechoi Espinosa & Ortea, 2004
- Ithycythara cymella (Dall, 1889)
- Ithycythara funicostata Robba, Di Geronimo, Chaimanee, Negri & Sanfilippo, 2007
- Ithycythara hyperlepta Haas, 1953
- Ithycythara lanceolata (C. B. Adams, 1850)
- Ithycythara muricoides (C. B. Adams, 1850)
- Ithycythara oyuana (Yokoyama, 1922)
- Ithycythara parkeri Abbott, 1958
- Ithycythara penelope (Dall, 1919)
- Ithycythara pentagonalis (Reeve, 1845)
- Ithycythara psila (Bush, 1885)
- Ithycythara rubricata (Reeve, 1846)
- Ithycythara septemcostata (Schepman, 1913)